# Ally Condie
Allyson Braithwaite Condie es una autora de literatura juvenil y ficción de grado medio (destinada para audiencias mayores de 8 años). Su novela Juntos (Matched) obtuvo el primer lugar en el New York Times, fue superventas internacional y estuvo más de un año en la lista de las obras más vendidas del New York Times. Sus secuelas Caminos Cruzados (Crossed) y  Liberación (Reached) también son superventas de New York Times. Juntos fue galardonado como uno de los mejores diez libros para adolescentes en el 2011 de YALSA y nombrado como uno de los mejores libros para infantes en el 2010 por Publishers Weekly Estos tres libros están disponibles en más de 30 lenguas.
Condie también es autora  Atlantia (una novela independiente publicada en 2014) bestseller del New York Times y de Summerlost (una novela de grado medio publicada en 2016), la cual fue finalista del Premio Edgar en el 2017 al el Mejor Ministerio Juvenil.
Es fundadora y directora del Write Out Fundation , una fundación 501 (3) (c) sin fines de lucro, que dirige campamentos de escritura para adolescentes en zonas rurales. Ally también es una integrante del Yallwest Board, la cual es una organización con sede en California y sin ánimo de lucro, que tiene como objetivo hacer más accesible la lectura para los infantes de la localidad. Asimismo, forma parte de la junta de Go Jane Give, organización sin fines de lucro de Utah, que organiza donaciones para los refugiados.

## Vida personal
Condie nació en la Cedar City, Utah. A la edad de cuatro años, le contó una serie de historias originales sobre un unicornio a su niñera, quien las escribió para Condie.  Y una vez que ella pudo escribir, empezó un diario regular y un diario de poesía. Durante la secundaria, la universidad y sus años como maestra de inglés, no tuvo mucho tiempo para la escritura creativa. En el transcurso del instituto, Condie se dedicó al atletismo y hasta el día de hoy ha mantenido su amor por las carreras de distancia. Ally atribuye su interés hacia la escritura a su buena experiencia mientras trabajaba con estudiantes de secundaria, sin importar que ella no escribiera mucho durante esta etapa. Quería convertirse en la clase de autora con la que ella se habría sentido cómoda recomendando a sus alumnos leer. Escribir para adolescentes se dio de manera natural para Condie, debido a su experiencia como profesora de instituto, entrenadora de atletismo, madre de la hermandad y especialmente porque ella desde siempre disfrutaba de la literatura juvenil.
Asistió a la Universidad Brigham Young y se graduó como licenciada en Enseñanza de idioma inglés. Enseñó inglés en la escuela secundaria en Utah y en el norte de Nueva York. Después, con la llegada de su primogénito, Condie dejó de enseñar para formar una familia y dedicarse a ella. Durante el tiempo que se mantuvo fuera de la escuela y el trabajo, volvió a retomar la escritura. Empezó a publicar literatura juvenil con Deseret Book Company, una pequeña editorial de Utah. Publicó su primer libro en 2006, Anuario (Yearbook) y posteriormente salieron los dos libros restantes de la trilogía Aunario: Primer día (First Day) en el 2007 y Reencuentro (Reunion) en el siguiente año. Seguido de esto, anunció otras dos novelas independientes: Freshman para Presidente (Freshman for President) en 2008 y dos años más tarde  Ser Dieciséis (Being Sixteen).
Actualmente vive con su marido, sus tres hijos y su hija en Pleasant Grove, Utah. En el año 2017, se graduó de la Facultad de Bellas Artes de Vermontcon con una a maestría en Bellas Artes.  También, Condie es parte de La Iglesia de Jesucristo de los Santos de los Últimos Días.
El paisaje de Utah y los temas cristianos de su crianza continúan influyendo en su escritura.

## TrilogíaJuntos
La novela juvenil de ficción Matched fue publicada por Dutton Penguin en noviembre del 2010 y alcanzó el tercer lugar en los libros más vendidos en enero en la lista de Children's Chapter Books. Condie tomó su manuscristo de Juntos (Matched) para Penguin Random House, tras ser aconsejada por el directod de Deseret Book, cuando alcanzó una audiencia internacional. Su segundo libro, Caminos Cruazdos (Crossed), fue publicado en noviembre del 2011 y  Liberación (Reached) salió un año después para completar la trilogía. Su trilogía fue catalogada como literatura juvenil distópica, categoría que ha ganado popularidad para la audiencia moderna de la literatura juvenil.

## Summerlost
Summerlost (Verano Perdido) es una de las novelas independientes de Condie, que marcó una transición en su formación como novelista de la literatura para jóvenes adultos a la escritura de grado medio. Hablando de "Summerlost," (Dutton Children's Books, 2016), Condie menciona que los personajes y la ubicación de su novela están inspirados en su propia niñez en Cedar City, Utah. El ficiticio "Iron Creek" está inspirado por el "Coal Creek" en Cedar City.

## Trabajos

### Trilogía Juntos
- Juntos (Dutton Pingüino, 2010)
- Caminos Cruzados (Dutton, 2011)
- Liberación (Dutton, 2012)

### Trilogía deAnuario
- Anuario (Deseret Libro, 2006)
- Primer Día Deseret, 2007)
- Reunion (Deseret, 2008)

### Trilogíade DarkDeep
Esta trilogía está escrita con Brendan Reichs
- La Oscuridad Profunda (2018)
- La Bestia (2019)
- El Portador de la antorcha (2020)

### Ficción Independiente
- Freshman Para Presidente (Deseret/Montaña de Sombra, 2008),  OCLC 797225716
- Ser Dieciséis (Deseret, 2010),  OCLC 438052066
- Atlantia (Dutton Pingüino, 2014)
- Summerlost (Dutton Pingüino, 2016)
- El Último Viaje de Poe Blythe (2019)

### Antologías
- El Diario del Club de Mamás: notas de un mundo de citas para jugar, chupetes, y momentos conmovedores, compilados por Allyson Braithwaite Condie y Lindsay Hepworth (Provo, UT: Spring Creek, 2008),  OCLC 190860066